# Pedra AVM
La pedra AVM, també coneguda com a pedra Berg-AVM és un frau creat en 1985 per estudiants que van gravar runes en una roca prop de Kensington (Minnesota), no gaire lluny on es va trobar la pedra de Kensington en 1898. En 2001 un expert en tales i el seu pare geòleg va trobar la pedra AVM i va dir a la premsa que era prova de l'assentament viking o nòrdic a Minnesota, i va començar una investigació per provar la seva autenticitat. Els creadors van avançar amb la seva història que era purament un engany i no un artefacte dels exploradors vikings

## Descobriment i investigació
En la primavera de 2001 l'experta en tallar pedra Janey Westin, de Minneapolis, i el seu pare, Robert G. Johnson, professor adjunt del departament de geologia de la Universitat de Minnesota, van fer una enquesta sistemàtica de pedres als voltants del Kensington Runestone Park, perquè l'equip de recerca es va establir per comprendre millor la pedra de Kensington. Investigant una petita illa en un llac a la granja d'Arlen i Ruby Sabolik, a uns 400 metres del lloc de descobriment de 1898, el 13 de maig, Westin va trobar les lletres tallades "AVM" en una pedra de gneiss de granit rosat cobert de molsa (de 110 cm o 43 polzades de llarg, pesant potser una tona) que havien inspeccionat prèviament en diferents condicions de llum. Van fer fotografies i van informar de la seva troballa. Dues setmanes més tard, van tornar al lloc amb el geòleg de Minneapolis, Scott Wolter, i van treure el liquen per revelar els caràcters més inscrits: la data 1393 en els mateixos numerals pentesimals com a la Pedra de Kensington i una segona línia de tres runes, possiblement "ASU", "XSU" o "XSV". Encara que els símbols de la línia superior eren similars als de la pedra que es trobava el 1898, els de la segona línia no ho eren.
Pel juny el Museu de les Runea a Alexandria va establir un Comitè Especial per investigar el descobriment i contactar amb els arqueòlegs. El 9 de juny el lloc fou curosament cartografiat i documentat; l'11 de juliol la pedra fou traslladada. Tres arqueòlegs d'institucions de Minnesota van realitzar una excavació preliminar de nou forats de prova al voltant del lloc, el 25 de juliol, sense trobar proves de presència nòrdica. Van trobar uns artefactes nadius americans, inclosos dos flocs de quars, probablement els residus de la producció de punta de fletxa.
El descobriment va ser anunciat al Star Tribune de Minneapolis l'11 d'agost de 2001, amb les acusacions prèvies de Westin deixant molt clar que ella no havia tallat la pedra. L'equip va suggerir que la pedra s'hagués fet com a marcador per alguns dels exploradors nòrdics. Després d'una exhibició pública i una conferència de premsa a Kensington, la pedra va ser portada al laboratori de Wolter (Saint Paul) per a la fotografia detallada i l'anàlisi de la intempèrie de pedra i del tall. L'arqueòleg estatal Mark Dudzik era escèptic, mantenia la postura de que "no era lògic" creure que els exploradors escandinaus -qui, va argumenetar, especialitzats en l'explotació de recursos al llarg de les costes- havien penetrat a Minnesota en la dècada de 1360. Russell Fridley, antic director de la Societat Històrica de Minnesota, va expressar una visió similar amb l'observació que "és un gran testimoniatge de l'humor escandinau a la frontera".
Immediatament després de l'anunci, l'entusiasta local dels nórdics Bob Berg es va presentar per informar que havia trobat la pedra mentre realitzava una enquesta similar a finals de 1994 i en va informar l'abril de 1995 al grup de recerca Viking del qual era membre. La seva ferma conclusió era que era un engany, no valia gastar més esforç.

## Confessió i explicació
El 5 de setembre de 2001, Kari Ellen Gade, llavors cap del Departament d'Estudis Germànics de la Universitat d'Indiana, i Jana K. Schulman, professora adjunta d'anglès a la Universitat del Sud-est de Louisiana, va escriure una carta a la Societat Històrica de Minnesota. Van explicar que al juny de 1985, mentre estudiaven a la Universitat de Minnesota, elles i tres amics (que van optar per romandre en l'anonimat) havien tallat la pedra AVM amb un martell i un cisell com a prova de voluntat de creure en artefactes misteriosos (i "per diversió"). Elles també van revelar que les runes estranyes a la segona se suposava que deien "ALU" (una invocació màgica pagana) en un estic antil de runes, però el cisell havia lliscat.
Després de la notícia del 5 de novembre en nom del Comitè Especial, Scott Wolter -que havia trobat "punts específics que em van molestar" durant la seva investigació científica- va acceptar la confessió, dient que "els concedeixo el crèdit de venir i admetre-ho". Westin era menys indulgent: havia pagat el transport de la pedra al seu emmagatzematge segur inicial i havia dedicat temps i energia que podrien haver "anat al meu treball, on pertanyia". Gade va declarar que la confessió es va fer expressament perquè "vam veure que es demanava a les persones que fessin contribucions financeres perquè la prova de la roca ... no vam pensar que fos correcte portar-ho a terme". També va dir: "Lamento que la gent gastés el temps i els diners amb la pedra, però era clarament una falsificació".
L'investigador local Barry Hanson, en un llibre que va escriure sobre l'original pedra de Kensington, va explicar les principals preocupacions que havien sorgit abans de la confessió. Les proves científiques havien demostrat ràpidament que les superfícies tallades tenien massa pirita de ferro, que haurien estat oxidades a sulfat ferrós si la talla fos realment antiga. A més, el lloc, encara que era una illa l'any 2001, hauria d'estar sota l'aigua l'any 1363.